# Волла-Волла (Вашингтон)
Волла-Волла (англ. Walla Walla) — місто (англ. city) в США, в окрузі Валла-Валла штату Вашингтон. Населення — 34 060 осіб (2020).

## Географія
Волла-Волла розташована за координатами 46°4′5″ пн. ш. 118°20′11″ зх. д. / 46.06806° пн. ш. 118.33639° зх. д. (46.068189, -118.336438).  За даними Бюро перепису населення США в 2010 році місто мало площу 33,25 км², з яких 33,16 км² — суходіл та 0,08 км² — водойми. В 2017 році площа становила 35,06 км², з яких 34,97 км² — суходіл та 0,08 км² — водойми.

### Клімат
| Клімат : Волла-Волла                       | Клімат : Волла-Волла | Клімат : Волла-Волла | Клімат : Волла-Волла | Клімат : Волла-Волла | Клімат : Волла-Волла | Клімат : Волла-Волла | Клімат : Волла-Волла | Клімат : Волла-Волла | Клімат : Волла-Волла | Клімат : Волла-Волла | Клімат : Волла-Волла | Клімат : Волла-Волла | Клімат : Волла-Волла |
| Показник                                   | Січ.                 | Лют.                 | Бер.                 | Квіт.                | Трав.                | Черв.                | Лип.                 | Серп.                | Вер.                 | Жовт.                | Лист.                | Груд.                | Рік                  |
| Абсолютний максимум, °C                    | 21,1                 | 23,9                 | 26,1                 | 35,6                 | 37,8                 | 45,0                 | 45,6                 | 45,6                 | 40,0                 | 31,7                 | 26,7                 | 20,0                 | 45,6                 |
| Середній максимум, °C                      | 5,3                  | 8,1                  | 13,2                 | 17,3                 | 21,8                 | 26,4                 | 32,0                 | 31,4                 | 25,7                 | 17,8                 | 9,4                  | 3,8                  | 17,7                 |
| Середній мінімум, °C                       | −0,8                 | 0,3                  | 3,2                  | 5,7                  | 9,2                  | 12,6                 | 16,2                 | 16,2                 | 11,5                 | 6,3                  | 1,9                  | −1,9                 | 6,7                  |
| Абсолютний мінімум, °C                     | −27,8                | −26,7                | −15,6                | −6,7                 | −3,3                 | 2,2                  | 4,4                  | 5,6                  | 0,0                  | −7,2                 | −23,9                | −31,1                | −31,1                |
| Середня кількість сонячних годин на місяць | 50,4                 | 83,4                 | 173,8                | 221,7                | 288,5                | 326,3                | 384,5                | 344,4                | 268,8                | 199,2                | 67,8                 | 40,3                 | 2449,2               |
| Норма опадів, мм                           | 54                   | 44                   | 58                   | 46                   | 54                   | 33                   | 15                   | 15                   | 18                   | 40                   | 67                   | 55                   | 499                  |
| Днів з опадами                             | 13,0                 | 10,5                 | 12,3                 | 10,2                 | 9,6                  | 7,3                  | 3,2                  | 2,7                  | 3,9                  | 7,8                  | 13,9                 | 13,2                 | 107,6                |
| Днів зі снігом                             | 2,5                  | 1,7                  | 0,7                  | 0                    | 0                    | 0                    | 0                    | 0                    | 0                    | 0,1                  | 1,0                  | 3,3                  | 9,3                  |
| ------------------------------------------ | -------------------- | -------------------- | -------------------- | -------------------- | -------------------- | -------------------- | -------------------- | -------------------- | -------------------- | -------------------- | -------------------- | -------------------- | -------------------- |
| Джерело: NOAA                              |                      |                      |                      |                      |                      |                      |                      |                      |                      |                      |                      |                      |                      |

## Демографія
Згідно з переписом 2010 року, у місті мешкала 31 731 особа в 11 537 домогосподарствах у складі 6834 родин. Густота населення становила 954 особи/км².  Було 12514 помешкання (376/км²).
Расовий склад населення:
| - 81,6 % — білих - 2,7 % — чорних або афроамериканців - 1,4 % — азіатів - 1,3 % — корінних американців - 0,3 % — вихідців з тихоокеанських островів - 9,1 % — осіб інших рас |

До двох чи більше рас належало 3,6 %. Частка іспаномовних становила 22,0 % від усіх жителів.
За віковим діапазоном населення розподілялося таким чином: 22,0 % — особи молодші 18 років, 64,0 % — особи у віці 18—64 років, 14,0 % — особи у віці 65 років та старші. Медіана віку мешканця становила 34,4 року. На 100 осіб жіночої статі у місті припадало 108,0 чоловіків;  на 100 жінок у віці від 18 років та старших — 110,4 чоловіків також старших 18 років.
Середній дохід на одне домашнє господарство  становив 53 986 доларів США (медіана — 41 750), а середній дохід на одну сім'ю — 68 283 долари (медіана — 55 720). Медіана доходів становила 40 592 долари для чоловіків та 35 235 доларів для жінок. За межею бідності перебувало 22,4 % осіб, у тому числі 28,6 % дітей у віці до 18 років та 12,4 % осіб у віці 65 років та старших.
Цивільне працевлаштоване населення становило 12 834 особи. Основні галузі зайнятості: освіта, охорона здоров'я та соціальна допомога — 29,4 %, мистецтво, розваги та відпочинок — 11,2 %, роздрібна торгівля — 10,6 %.

## Персонвлії
- Роберт Н. Бредбері (1886-1949) — американський кіноактор, режисер та сценарист.